# Tripterospermum cordifolium
Tripterospermum cordifolium är en gentianaväxtart som först beskrevs av Yamamoto, och fick sitt nu gällande namn av Yoshisuke Satake. Tripterospermum cordifolium ingår i släktet Tripterospermum och familjen gentianaväxter. Inga underarter finns listade i Catalogue of Life.